# Dreiband-Weltmeisterschaft für Nationalmannschaften 2009

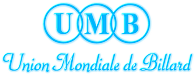
Logo UMB (ausrichtender Verband)

Veranstaltungsort: Viersen

Die Dreiband-Weltmeisterschaft für Nationalmannschaften 2009 war die 23. Auflage dieses Turniers, das seit 1981 in der Regel jährlich in der Billardvariante Dreiband ausgetragen wird. Sie fand vom 5. März bis zum 8. März 2009 in Viersen statt, dass seit 1990 fester Austragungsort der WM ist und wo es zum 20. Mal stattfand. Anlässlich dieses Jubiläums wurde das Logo komplett überarbeitet und neu gestaltet.
Sieger wurde das Team aus Schweden, das sich im Finale mit 2:0 gegen Belgien durchsetzen konnte. Es war bereits der fünfte Titel in Folge für die Schweden. Die Bronzemedaille teilten sich die Teams aus Deutschland und Korea.

## Spielmodus
Gespielt wurde in Viersen auf vier Match-Billards. Jedes Team bestand aus zwei Spielern. Es wurde im Satzsystem auf Punkte gespielt - in der Vorrunde (Gruppenphase) „Best of 3“ in Gruppen à drei Teams, ab dem Viertelfinals „Best of 5“. Seit 2004 wird kein Platz 3 mehr ausgespielt. Somit gab es zwei Bronzemedaillen. Die Shot-clock stand auf 40 Sekunden, mit der Möglichkeit für jeden Spieler ein Time-out je Spiel von ebenfalls 40 Sekunden zu nehmen.
Bei Punktegleichstand wird wie folgt gewertet:
1. Matchpunkte (MP)
2. Satzverhältnis (SV)
3. Mannschafts-Generaldurchschnitt (MGD)

## Teilnehmer
| Nation       | Gruppe | Spieler 1              | Spieler 2           |
| ------------ | ------ | ---------------------- | ------------------- |
| Ägypten      | B      | Sameh Sidhom           | Ihab El Messery     |
| Belgien      | C      | Eddy Merckx            | Roland Forthomme    |
| Dänemark     | F      | Dion Nelin             | Tonny Carlsen       |
| Deutschland  | D      | Martin Horn            | Christian Rudolph   |
| Frankreich   | C      | Jérémy Bury            | Jérôme Barbeillon   |
| Griechenland | D      | Kostas Papakostantinou | Kostas Antonatos    |
| Japan        | E      | Ryūji Umeda            | Tsuyoshi Suzuki     |
| Südkorea     | B      | Kim Kyung-roul         | Kang Dong-koong     |
| Montenegro   | F      | Milan Nedovic          | Danilo Brajovic     |
| Niederlande  | B      | Jean Paul de Bruijn    | Jean van Erp        |
| Österreich   | A      | Andreas Efler          | Andreas Kronlachner |
| Portugal     | A      | Rui Manuel Costa       | Manuel Oliveira     |
| Schweden     | A      | Torbjörn Blomdahl      | Michael Nilsson     |
| Schweiz      | E      | René Hendriksen        | Torsten Danielsson  |
| Spanien      | E      | Daniel Sánchez         | Rubén Legazpi       |
| Tschechien   | D      | Martin Bohač           | Radek Novak         |
| Türkei       | F      | Tayfun Taşdemir        | Lütfi Çenet         |
| Vietnam      | C      | Dương Anh Vũ           | Ngô Đình Nại        |

## Gruppenphase
Gespielt wurde in sechs Gruppen à drei Teams. Die jeweiligen Gruppensieger zogen direkt ins Viertelfinale ein. Die Zweitplatzierten kamen in die Zwischenrunde.

### Gruppe A
| Platz | Nation     | Sp. | G-U-V | MP  | SV  | MGD   | BEMD  |
| ----- | ---------- | --- | ----- | --- | --- | ----- | ----- |
| 1     | Schweden   | 2   | 2-0-0 | 4:0 | 8:1 | 1,511 | 1,578 |
| 2     | Portugal   | 2   | 1-0-1 | 2:2 | 4:5 | 1,288 | 1,333 |
| 3     | Österreich | 2   | 0-0-2 | 0:4 | 2:8 | 0,870 | -     |

| Datum               | Nation 1   | MGD   | MP  | SV  | MGD   | Nation 2   |
| ------------------- | ---------- | ----- | --- | --- | ----- | ---------- |
| 5. März 2009 12:00h | Österreich | 0,750 | 0:2 | 1:4 | 1,333 | Portugal   |
| 5. März 2009 18:00h | Schweden   | 1,578 | 2:0 | 4:0 | 1,222 | Portugal   |
| 6. März 2009 13:00h | Schweden   | 1,460 | 2:0 | 4:1 | 1,000 | Österreich |

### Gruppe B
| Platz | Nation      | Sp. | G-U-V | MP  | SV  | MGD   | BEMD  |
| ----- | ----------- | --- | ----- | --- | --- | ----- | ----- |
| 1     | Südkorea    | 2   | 1-1-0 | 3:1 | 7:3 | 1,270 | 1,395 |
| 2     | Niederlande | 2   | 1-0-1 | 2:2 | 4:5 | 1,000 | 1,241 |
| 3     | Ägypten     | 2   | 0-1-1 | 1:3 | 4:7 | 0,887 | 0,955 |

| Datum               | Nation 1    | MGD   | MP  | SV  | MGD   | Nation 2 |
| ------------------- | ----------- | ----- | --- | --- | ----- | -------- |
| 5. März 2009 12:00h | Südkorea    | 1,191 | 1:1 | 3:3 | 0,955 | Ägypten  |
| 5. März 2009 18:00h | Niederlande | 0,658 | 0:2 | 0:4 | 1,395 | Südkorea |
| 6. März 2009 13:00h | Niederlande | 1,241 | 2:0 | 4:1 | 0,803 | Ägypten  |

### Gruppe C
| Platz | Nation     | Sp. | G-U-V | MP  | SV  | MGD   | BEMD  |
| ----- | ---------- | --- | ----- | --- | --- | ----- | ----- |
| 1     | Frankreich | 2   | 1-1-0 | 3:1 | 6:4 | 1,277 | 1,302 |
| 2     | Belgien    | 2   | 0-2-0 | 2:2 | 5:4 | 1,520 | 1,700 |
| 3     | Vietnam    | 2   | 0-1-1 | 1:3 | 3:6 | 1,000 | 1,200 |

| Datum               | Nation 1   | MGD   | MP  | SV  | MGD   | Nation 2   |
| ------------------- | ---------- | ----- | --- | --- | ----- | ---------- |
| 5. März 2009 14:00h | Frankreich | 1,258 | 2:0 | 4:1 | 0,892 | Vietnam    |
| 5. März 2009 20:00h | Belgien    | 1,395 | 1:1 | 3:2 | 1,302 | Frankreich |
| 6. März 2009 15:00h | Belgien    | 1,700 | 1:1 | 2:2 | 1,200 | Vietnam    |

### Gruppe D
| Platz | Nation       | Sp. | G-U-V | MP  | SV  | MGD   | BEMD  |
| ----- | ------------ | --- | ----- | --- | --- | ----- | ----- |
| 1     | Deutschland  | 2   | 2-0-0 | 4:0 | 8:1 | 1,727 | 1,871 |
| 2     | Griechenland | 2   | 0-1-1 | 1:3 | 3:6 | 0,906 | 0,755 |
| 3     | Tschechien   | 2   | 0-1-1 | 1:3 | 2:6 | 0,964 | 1,142 |

| Datum               | Nation 1     | MGD   | MP  | SV  | MGD   | Nation 2     |
| ------------------- | ------------ | ----- | --- | --- | ----- | ------------ |
| 5. März 2009 14:00h | Griechenland | 0,755 | 1:1 | 2:2 | 1,142 | Tschechien   |
| 5. März 2009 20:00h | Deutschland  | 1,578 | 2:0 | 4:0 | 0,722 | Tschechien   |
| 6. März 2009 15:00h | Deutschland  | 1,871 | 2:0 | 4:1 | 1,108 | Griechenland |

### Gruppe E
| Platz | Nation  | Sp. | G-U-V | MP  | SV  | MGD   | BEMD  |
| ----- | ------- | --- | ----- | --- | --- | ----- | ----- |
| 1     | Spanien | 2   | 1-1-0 | 3:1 | 6:2 | 1,486 | 1,612 |
| 2     | Japan   | 2   | 1-1-0 | 3:1 | 6:2 | 1,234 | 1,290 |
| 3     | Schweiz | 2   | 0-0-2 | 0:4 | 0:8 | 0,775 | -     |

| Datum               | Nation 1 | MGD   | MP  | SV  | MGD   | Nation 2 |
| ------------------- | -------- | ----- | --- | --- | ----- | -------- |
| 5. März 2009 16:00h | Japan    | 1,200 | 2:0 | 4:0 | 0,729 | Schweiz  |
| 6. März 2009 11:00h | Spanien  | 1,612 | 1:1 | 2:2 | 1,290 | Japan    |
| 6. März 2009 17:00h | Spanien  | 1,395 | 2:0 | 4:0 | 0,829 | Schweiz  |

### Gruppe F
| Platz | Nation     | Sp. | G-U-V | MP  | SV  | MGD   | BEMD  |
| ----- | ---------- | --- | ----- | --- | --- | ----- | ----- |
| 1     | Dänemark   | 2   | 2-0-0 | 4:0 | 8:0 | 1,224 | 1,395 |
| 2     | Türkei     | 2   | 1-0-1 | 2:2 | 4:4 | 1,117 | 1,363 |
| 3     | Montenegro | 2   | 0-0-2 | 0:4 | 0:8 | 0,473 | -     |

| Datum               | Nation 1 | MGD   | MP  | SV  | MGD   | Nation 2   |
| ------------------- | -------- | ----- | --- | --- | ----- | ---------- |
| 5. März 2009 16:00h | Dänemark | 1,090 | 2:0 | 4:0 | 0,433 | Montenegro |
| 6. März 2009 11:00h | Türkei   | 0,853 | 0:2 | 0:4 | 1,395 | Dänemark   |
| 6. März 2009 17:00h | Türkei   | 1,363 | 2:0 | 4:0 | 0,523 | Montenegro |

## Zwischenrunde
Die sechs Gruppenzweiten wurden in zwei Gruppen à drei Teams gelost. Nur der jeweilige Gruppensieger schaffte den Einzug ins Viertelfinale.

### Gruppe G
| Platz | Nation      | Sp. | G-U-V | MP  | SV  | MGD   | BEMD  |
| ----- | ----------- | --- | ----- | --- | --- | ----- | ----- |
| 1     | Niederlande | 2   | 2-0-0 | 4:0 | 8:1 | 1,675 | 1,875 |
| 2     | Japan       | 2   | 1-0-1 | 2:2 | 4:5 | 0,937 | 1,015 |
| 3     | Portugal    | 2   | 0-0-2 | 0:4 | 2:8 | 1,009 | -     |

| Datum               | Nation 1 | MGD   | MP  | SV  | MGD   | Nation 2    |
| ------------------- | -------- | ----- | --- | --- | ----- | ----------- |
| 6. März 2009 20:00h | Portugal | 1,255 | 0:2 | 1:4 | 1,533 | Niederlande |
| 7. März 2009 11:00h | Japan    | 1,015 | 2:0 | 4:1 | 0,846 | Portugal    |
| 7. März 2009 13:00h | Japan    | 0,766 | 0:2 | 0:4 | 1,875 | Niederlande |

### Gruppe H
| Platz | Nation       | Sp. | G-U-V | MP  | SV  | MGD   | BEMD  |
| ----- | ------------ | --- | ----- | --- | --- | ----- | ----- |
| 1     | Belgien      | 2   | 2-0-0 | 4:0 | 8:2 | 1,643 | 1,693 |
| 2     | Griechenland | 2   | 0-1-1 | 1:3 | 5:7 | 1,195 | 1,120 |
| 3     | Türkei       | 2   | 0-1-1 | 1:3 | 3:7 | 1,220 | 1,660 |

| Datum               | Nation 1     | MGD   | MP  | SV  | MGD   | Nation 2     |
| ------------------- | ------------ | ----- | --- | --- | ----- | ------------ |
| 6. März 2009 20:00h | Griechenland | 1,120 | 1:1 | 3:3 | 1,660 | Türkei       |
| 7. März 2009 11:00h | Belgien      | 1,693 | 2:0 | 4:2 | 1,276 | Griechenland |
| 7. März 2009 13:00h | Belgien      | 1,578 | 2:0 | 4:0 | 0,611 | Türkei       |

## Finalrunde
Ab dem Viertelfinale galt das K.-o.-System. Ein Spiel um Platz drei wurde nicht ausgetragen.

|  | Viertelfinale Best of 5 | Viertelfinale Best of 5 |               |               | Halbfinale Best of 5 | Halbfinale Best of 5 |  |  | Finale Best of 5 | Finale Best of 5 |
|  |                         |                         |               |               |                      |                      |  |  |                  |                  |
|  | Schweden                | 2:0/6:4/1,732           |               |               |                      |                      |  |  |                  |                  |
|  | Frankreich              | 0:2/4:6/1,492           |               |               |                      |                      |  |  |                  |                  |
|  | Frankreich              | 0:2/4:6/1,492           | Schweden      | 2:0/5:0/2,678 |                      |                      |  |  |                  |                  |
|  |                         |                         | Schweden      | 2:0/5:0/2,678 |                      |                      |  |  |                  |                  |
|  |                         | Südkorea                | 0:2/0:5/1,560 |               |                      |                      |  |  |                  |                  |
|  | Niederlande             | Südkorea                | 0:2/0:5/1,560 | 0:2/2:5/1,381 |                      |                      |  |  |                  |                  |
|  | Niederlande             |                         |               | 0:2/2:5/1,381 |                      |                      |  |  |                  |                  |
|  | Südkorea                | 2:0/5:2/1,589           |               |               |                      |                      |  |  |                  |                  |
|  |                         |                         | Schweden      | 2:0/5:0/1,785 |                      |                      |  |  |                  |                  |
|  |                         | Belgien                 | 0:2/0:5/1,128 |               |                      |                      |  |  |                  |                  |
|  | Belgien                 | 1:1/5:5/1,602           |               |               |                      |                      |  |  |                  |                  |
|  | Spanien                 | 1:1/5:5/1,556           |               |               |                      |                      |  |  |                  |                  |
|  | Spanien                 | 1:1/5:5/1,556           | Belgien       | 2:0/5:2/1,734 |                      |                      |  |  |                  |                  |
|  |                         |                         | Belgien       | 2:0/5:2/1,734 |                      |                      |  |  |                  |                  |
|  |                         | Deutschland             | 0:2/2:5/1,541 |               |                      |                      |  |  |                  |                  |
|  | Dänemark                | Deutschland             | 0:2/2:5/1,541 | 0:2/2:5/1,472 |                      |                      |  |  |                  |                  |
|  | Dänemark                |                         |               | 0:2/2:5/1,472 |                      |                      |  |  |                  |                  |
|  | Deutschland             | 2:0/5:2/1,500           |               |               |                      |                      |  |  |                  |                  |

## Abschlusstabelle
| MP    | Match Punkte (Sieger = 2; Unentschieden = 1; Verlierer = 0) |
| SV    | Satzverhältnis (nur bei Turnieren im Satzsystem)            |
| Pkte. | Erzielte Karambolagen                                       |
| Aufn. | benötigte Aufnahmen                                         |
| GD    | Generaldurchschnitt                                         |
| MGD   | Mannschafts-Generaldurchschnitt                             |
| BED   | Bester Einzeldurchschnitt eines Spielers                    |
| BEMD  | Bester Einzeldurchschnitt einer Mannschaft                  |
| BSD   | Bester Satzdurchschnitt eines Spielers                      |
| HS    | Höchstserie                                                 |
| WRP   | Weltranglistenpunkte                                        |

| Endklassement   | Endklassement | Endklassement | Endklassement | Endklassement | Endklassement | Endklassement | Endklassement | Endklassement | Endklassement | Endklassement | Endklassement | Endklassement |
| Phase           | Platz         | Nation        | Sp            | G-U-V         | MP            | PP            | SV            | Pkt.          | Aufn.         | MGD           | BEMD          | HS            |
| --------------- | ------------- | ------------- | ------------- | ------------- | ------------- | ------------- | ------------- | ------------- | ------------- | ------------- | ------------- | ------------- |
| Finale          | 1             | Schweden      | 5             | 5-0-0         | 10:0          | 10:0          | 24:5          | 407           | 230           | 1,769         | 2,678         | 10            |
| Finale          | 2             | Belgien       | 7             | 4-2-1         | 10:4          | 9:5           | 23:18         | 508           | 326           | 1,558         | 1,734         | 14            |
| Halb- finale    | 3             | Deutschland   | 4             | 3-0-1         | 6:2           | 6:2           | 15:8          | 291           | 181           | 1,607         | 1,871         | 11            |
| Halb- finale    | 3             | Südkorea      | 4             | 2-1-1         | 5:3           | 5:3           | 12:10         | 269           | 192           | 1,401         | 1,589         | 9             |
| Viertel- finale | 5             | Spanien       | 3             | 1-1-1         | 3:3           | 4:2           | 11:7          | 233           | 153           | 1,522         | 1,612         | 8             |
| Viertel- finale | 6             | Frankreich    | 3             | 1-1-1         | 3:3           | 3:3           | 10:10         | 235           | 172           | 1,366         | 1,302         | 10            |
| Viertel- finale | 7             | Dänemark      | 3             | 2-0-1         | 4:2           | 4:2           | 10:5          | 201           | 153           | 1,313         | 1,395         | 9             |
| Viertel- finale | 8             | Niederlande   | 5             | 3-0-2         | 6:4           | 6:4           | 14:11         | 304           | 231           | 1,316         | 1,875         | 9             |
| Gruppen- phase  | 9             | Japan         | 4             | 2-1-1         | 5:3           | 5:3           | 10:7          | 190           | 177           | 1,073         | 1,290         | 12            |
| Gruppen- phase  | 10            | Griechenland  | 4             | 0-2-2         | 2:6           | 2:6           | 8:13          | 194           | 184           | 1,054         | 1,120         | 7             |
| Gruppen- phase  | 11            | Türkei        | 4             | 1-1-2         | 3:5           | 3:5           | 7:1           | 200           | 171           | 1,169         | 1,660         | 12            |
| Gruppen- phase  | 12            | Portugal      | 4             | 1-0-3         | 2:6           | 2:6           | 6:13          | 225           | 198           | 1,136         | 1,333         | 7             |
| Gruppen- phase  | 13            | Vietnam       | 2             | 0-1-1         | 1:3           | 1:3           | 3:6           | 86            | 86            | 1,000         | 1,200         | 9             |
| Gruppen- phase  | 14            | Ägypten       | 2             | 0-1-1         | 1:3           | 1:3           | 4:7           | 110           | 124           | 0,887         | 0,955         | 10            |
| Gruppen- phase  | 15            | Tschechien    | 2             | 0-1-1         | 1:3           | 1:3           | 2:6           | 82            | 85            | 0,964         | 1,142         | 7             |
| Gruppen- phase  | 16            | Österreich    | 2             | 0-0-2         | 0:4           | 0:4           | 2:8           | 87            | 100           | 0,870         | –             | 5             |
| Gruppen- phase  | 17            | Schweiz       | 2             | 0-0-2         | 0:4           | 0:4           | 0:8           | 69            | 89            | 0,775         | –             | 7             |
| Gruppen- phase  | 18            | Montenegro    | 2             | 0-0-2         | 0:4           | 0:4           | 0:8           | 45            | 95            | 0,473         | –             | 3             |